# تانيل كانجيرت
تانيل كانجيرت (بالإستونية: Tanel Kangert)‏ (و. 1987 – م) هو راكب دراجة هوائية من إستونيا . شارك في طواف إسبانيا، وطواف إسبانيا 2014، وطواف إسبانيا 2013، وسباق طواف فرنسا 2014، وطواف فرنسا، وألعاب أولمبية صيفية 2008، وركوب الدراجات في الألعاب الأولمبية الصيفية 2016 .

## روابط خارجية
- تانيل كانجيرت على موقع الاتحاد الدولي للدراجات (الإنجليزية)
- تانيل كانجيرت على موقع أرشيف الدراجات (الإنجليزية)
- تانيل كانجيرت على موقع إحصائيات الدراجات الإحترافية (الإنجليزية)
- تانيل كانجيرت على موقع نسبة الدراجات (الإنجليزية)
- تانيل كانجيرت على موقع CycleBase (الإنجليزية)
- تانيل كانجيرت على موقع أوليمبيديا (الإنجليزية)